# Angelo Mazzoni
Angelo Mazzoni, född den 3 april 1961 i Milano, Italien, är en italiensk fäktare som bland annat tog OS-guld i herrarnas lagtävling i värja i samband med de olympiska fäktningstävlingarna 2000 i Sydney.